# Baladas En Español
Baladas En Español utkom 1996 och är ett musikalbum av den svenska Roxette. Baladas En Español är spanska och betyder ungefär: Ballader-visor på spanska, och albumet innehåller Roxettes främsta ballader sjungna på spanska. 
Albumet blev en stor succé i den spansktalande delen av världen och beräknas ha sålt i över 2 miljoner exemplar.

## Låtlista
1. Un Día Sin Ti (Spending My Time)
2. Crash! Boom! Bang! (Crash! Boom! Bang!)
3. Directamente A Ti (Run To You)
4. No Se Si Es Amor (It Must Have Been Love)
5. Cuanto Lo Siento (I'm Sorry)
6. Timida (Vulnerable)
7. Habla El Corazón (Listen To Your Heart)
8. Como La Lluvia En El Cristal (Watercolous In The Rain)
9. Soy Una Mujer (Fading Like A Flower (Every Time You Leave))
10. Quiero Ser Como Tu (I Don't Want To Get Hurt)
11. Una Reina Va Detras De Un Rey (Queen of Rain)
12. El Día Del Amor (Perfect Day)

## Ungefärlig svensk översättning av de spanska låttitlarna
1. En dag utan dig
2. Crash! Boom! Bang!
3. På väg mot dig
4. Jag vet inte om det är kärlek
5. Jag beklagar
6. Blyg
7. Hjärtats språk
8. Som regnet på en kristall
9. Jag är en kvinna
10. Jag vill vara som du
11. En drottning står bakom en kung
12. En dag av kärlek

### Fotnoter
1. ↑  ”Roxette”. Arkiverad från originalet den 24 augusti 2011. https://web.archive.org/web/20110824031633/http://www.roxette.se/discography.php. Läst 10 juni 2011.
2. ↑  ”Sverige i Argentina”. Arkiverad från originalet den 25 maj 2012. https://archive.is/20120525094802/http://www.sueciaenargentina.com.ar/svensk/kultur/svensk-pop.html. Läst 10 juni 2011.